# انجمن روان‌پزشکی چین
انجمن روان‌پزشکی چین (چینی ساده: 中华医学会精神病学分会، «شعبه روانپزشکی انجمن پزشکی چین») بزرگترین سازمان روان‌پزشکان در چین است. این انجمن طبقه‌بندی چینی اختلال‌های روانی ("CCMD") را منتشر می‌کند که اولین بار در سال ۱۹۸۵ منتشر شد. انجمن روانپزشکی چین همچنین دستورالعمل‌های عمل بالینی را منتشر می‌کند. فعالیت‌های روان‌پزشکی، تحقیقات و ارتباطات را ترویج می‌کند. حرفه ای‌های جدید را آموزش می‌دهد و همایش‌های دانشگاهی برگزار می‌کند.

## خاستگاه و سازمان
این سازمان از انجمن عصبی-روان‌پزشکی چین که در سال ۱۹۵۱ تأسیس شد، ایجاد شد. این انجمن در سال ۱۹۹۴ به انجمن روان‌پزشکی چین و انجمن نورولوژی چین تفکیک شد. از آن زمان، کمیته‌های متوالی سازمان را اداره می‌کنند، در حال حاضر کمیته سوم است که در سال ۲۰۰۳ شروع به کار کرد و رئیس آن دانگ فنگ ژو است. طبقه‌بندی چینی اختلالات روانی اکنون در حال ویرایش سوم است.
مجله رسمی انجمن مجله روان‌پزشکی چین (中华精神科杂志) است. انجمن هفتمین کنفرانس سالانه دانشگاهی خود را در سال ۲۰۰۶ برگزار کرد. این انجمن عضو انجمن جهانی روان‌پزشکی است.
سال ۲۰۰۵، انجمن ۸۰۰ عضو داشت.

## تاریخچه
در سال ۲۰۰۱، انجمن همجنس‌گرایی و دوجنس‌گرایی را از طبقه‌بندی اختلال روانی خارج کرد. با این حال، این سازمان تصریح کرد که، به گفته دیمین لو، بنیانگذار اتاق تسویه اطلاعات برای گی‌ها و لزبین‌های چینی، «اگرچه همجنس‌گرایی یک بیماری نیست، اما ممکن است یک فرد به دلیل تمایلات جنسی خود دچار تعارض یا بیماری روانی شود، و این وضعیت قابل درمان است.» بر اساس گزارش‌ها، این شکاف برای ترویج تبدیل درمانی در چین استفاده می‌شود.
از سال ۲۰۱۴، انجمن شروع به همکاری با بیمارستان مک‌لین کرد. هدف این برنامه به اشتراک گذاری تحقیقات بین فرهنگی بین متخصصان اختلالات روانی و خلقی است.

## جنجال
انجمن روان‌پزشکان چین (CSP) به اتهام همدستی در سوء استفاده سیاسی دولت از روان‌پزشکی نسبت به تمرین‌کنندگان فالون دافا - از جمله با بازداشت افراد از طریق تشخیص طرفداران به‌عنوان «دیوانه‌های سیاسی» یا «روان‌پریشی چی گونگ» مورد انتقاد قرار گرفته‌است. داروهای ضد روان پریشی به اشتباه برای تمرین‌کنندگان تجویز شد.
در سال ۲۰۰۴، انجمن در مورد پاسخ مشترک با انجمن جهانی روان‌پزشکی به این اتهام‌ها موافقت کرد. طبق گفته انجمن، برخی از روان‌پزشکان به دلیل «عدم آموزش و مهارت‌های حرفه ای» نتوانسته بودند بین باورهای معنوی-فرهنگی و هذیان‌ها تمایز قائل شوند و این منجر به تشخیص اشتباه شد. با این حال، آنها ادعا کردند که این یک مسئله سیستماتیک نبوده و از انجمن جهانی روان‌پزشکی دعوت کردند تا مشکل را اصلاح کند.
انجمن جهانی روان‌پزشکی اظهار داشت: «آنچه که روشن شده‌است، نیاز به کمک به همکاران چینی در مسائل مربوط به روانپزشکی قانونی، اخلاق پزشکی، حقوق بیماران، قوانین سلامت روان، تشخیص و طبقه‌بندی، جلوگیری از سوء استفاده‌های آینده برای کمک به آنها برای بهبود و مراقبت از بیماران روانی در چین بوده‌است.» آرتور کلاینمن، روانپزشک در دانشگاه هاروارد، گفت که او معتقد است که ادعاها در مورد سوء استفاده سیستماتیک از روانپزشکی اغراق‌آمیز است، در حالی که اذعان داشت که در برخی موارد این اتفاق افتاده‌است. آبراهام هالپرن، روانپزشک در کالج پزشکی نیویورک و عضو هیئت مدیره دوستان فالون دافا، ایالات متحده، از انجمن جهانی روان‌پزشکی به دلیل درخواست نکردن مأموریت تحقیقاتی در چین انتقاد کرد.
بررسی بعدی این جنجال توسط آلن ا. استون، استاد روانپزشکی و رئیس انجمن روانپزشکی آمریکا نوشته شد و در روانپزشکی تایمز منتشر شد. استون تشخیص داد که روانپزشکان در چین عموماً آموزش ضعیفی دارند و آموزش پزشکی استانداردی همانند غرب دریافت نمی‌کنند. استون گفت که این دلیلی برای تشخیص اشتباه بود.